# Campeonato Sergipano 2020
In 2020 werd het 97ste Campeonato Sergipano gespeeld voor voetbalclubs uit de Braziliaanse staat Sergipe. De competitie werd georganiseerd door de FSF en werd gespeeld van 11 januari tot 21 augustus. Op 16 maart werd de competitie stilgelegd vanwege de coronacrisis in Brazilië en pas hervat op 27 juli en alle wedstrijden zouden gespeeld worden in het Batistão. Aanvankelijk zouden twee teams degraderen maar op 22 juli werd beslist dat vanwege de coronaperikelen er dit jaar geen degradatie zou zijn. Confiança werd kampioen. 

## Eerste fase
| Plaats | Club                 | Wed. | W | G | V | Saldo | Ptn. |
| ------ | -------------------- | ---- | - | - | - | ----- | ---- |
| 1.     | Confiança            | 7    | 5 | 2 | 0 | 11:4  | 17   |
| 2.     | Sergipe              | 7    | 5 | 1 | 1 | 12:5  | 16   |
| 3.     | Frei Paulistano      | 7    | 3 | 1 | 3 | 13:10 | 10   |
| 4.     | Itabaiana            | 7    | 3 | 0 | 4 | 8:8   | 9    |
| 5.     | Boca Júnior          | 7    | 2 | 2 | 3 | 10:12 | 8    |
| 6.     | Dorense              | 7    | 2 | 2 | 3 | 6:8   | 8    |
| 7.     | Lagarto              | 7    | 1 | 3 | 3 | 3:6   | 6    |
| 8.     | América de Pedrinhas | 7    | 1 | 1 | 5 | 7:17  | 4    |

|  | Geplaatst voor tweede fase en Copa do Brasil 2021 |
|  | Geplaatst voor tweede fase                        |

## Tweede fase
| Plaats | Club            | Wed. | W | G | V | Saldo | Ptn. |
| ------ | --------------- | ---- | - | - | - | ----- | ---- |
| 1.     | Confiança       | 6    | 3 | 3 | 0 | 9:3   | 12   |
| 2.     | Sergipe         | 6    | 3 | 3 | 0 | 10:5  | 12   |
| 3.     | Itabaiana       | 6    | 1 | 1 | 4 | 6:10  | 4    |
| 4.     | Frei Paulistano | 6    | 1 | 1 | 4 | 3:10  | 4    |

Doordat Itabaiana een beter doelsaldo had in de tweede fase kregen zij de voorkeur op Frei Paulistano om deel te nemen aan de Série D.
|  | Kampioen |

## Totaalstand
| Plaats | Club                 | Wed. | W | G | V | Saldo | Ptn. |
| ------ | -------------------- | ---- | - | - | - | ----- | ---- |
| 1.     | Confiança            | 13   | 8 | 5 | 0 | 20:7  | 29   |
| 2.     | Sergipe              | 13   | 8 | 4 | 1 | 22:10 | 28   |
| 3.     | Frei Paulistano      | 13   | 4 | 2 | 7 | 16:20 | 14   |
| 4.     | Itabaiana            | 13   | 4 | 1 | 8 | 14:18 | 13   |
| 5.     | Boca Júnior          | 7    | 2 | 2 | 3 | 10:12 | 8    |
| 6.     | Dorense              | 7    | 2 | 2 | 3 | 6:8   | 8    |
| 7.     | Lagarto              | 7    | 1 | 3 | 3 | 3:6   | 6    |
| 8.     | América de Pedrinhas | 7    | 1 | 1 | 5 | 7:17  | 4    |

|  | Kampioen, geplaatst voor Copa do Brasil 2021 en Copa do Nordeste 2021 |
|  | Vicekampioen, geplaatst voor Copa do Brasil 2021 en Série D 2021      |
|  | Geplaatst voor Série D 2021                                           |

### Kampioen
| Campeonato Sergipano de 2020 - Série A1 |
| Sergipe                                 |
| --------------------------------------- |
| CONFIANÇA Kampioen (22° titel)          |